# Istorija Evrope
Istorija Evrope obuhvata istoriju naroda koji su naseljavali evropski kontinent od praistorije do danas. Neke od najpoznatijih civilizacija iz praistorijskog vremena su bile vinčanska, minojska i mikenska civilizacija, koje su cvetale tokom bronzanog doba dok nisu propale u kratkom vremenskom periodu oko 1200. godine p. n. e.
Period poznat kao antika počeo je usponom gradova-država antičke Grčke. Grčki uticaj dostigao je svoj vrhunac ekspanzijom imperije Aleksandra Velikog i njenim širenjem u Aziji. Zatim je Rimsko carstvo počelo da dominira celim Mediteranom zasnovano na rimskom pravu i rimskim legijama. Tada je unapređena trgovina, tolerancija i grčka kultura. Od 300. godine Rimsko carstvo je bilo podeljeno na Zapadno i Istočno carstvo. Tokom 4. i 5. veka germanski narodi iz severne Evrope su počeli da napadaju carstvo, što je dovelo do pada Zapadnog rimskog carstva 476. godine. Ova godina tradicionalno označava kraj klasičnog perioda i početak srednjeg veka.
U srednjem veku, Istočno rimsko carstvo je preživelo, iako moderni istoričari označavaju ovo carstvo kao Vizantijsko carstvo. U zapadnoj Evropi, germanski narodi su se naselili na prostoru nekadašnjeg Zapadnog rimskog carstva i uspostavili svoja vlastita kraljevstva i carstva. Od svih germanskih naroda, Franci će uspostaviti hegemoniju nad zapadnom Evropom. Franačko carstvo je dostiglo svoj vrhunac pod vladavinom Karla Velikog 800. godine. Ovo carstvo je kasnije podeljeno na nekoliko delova; zapadni deo carstva će evoluirati u Kraljevinu Francusku, a istočni će prerasti u Sveto rimsko carstvo, prethodnicu moderne Nemačke. Italijanski matematičar Leonardo Fibonači je uveo azijski sistem brojeva u zapadni svet. Britanska ostrva su doživjela nekoliko migracija velikih razmera. Keltski narodi su bili marginalizirani u periodu rimske Britanije, a kada su Rimljani napustili Britaniju tokom 400-ih godina, talasi germanskih Anglosaksonaca su migrirali u južnu Britaniju i uspostavili niz sitnih kraljevstava koja su se kasnije razvila u kraljevinu Englesku. U ovom periodu, oko 927. godine, stvoreni su Poljsko i Mađarsko kraljevstvo.
Vikinško doba, period migracije skandinavskih naroda, se dogodio od 700. do 1000. godine. Vođa Vikinškog carstva je bio Knut Veliki, kralj Danske, koji je zauzeo Englesku. Normani, vikinško pleme koje se naselilo u severnoj Francuskoj, su osnovali vojvodstvo Normandiju, koje je imalo veliki uticaj na mnoge delove Evrope, od normanskog osvajanja Engleske do južne Italije i Sicilije. Još jedan veliki narod, Rusi, je osnovao Kijevsku Rusiju, jednu od prvih država koja je bila prethodnica moderne Rusije. Kako se vikinško doba bližilo kraju, nastao je period poznat kao krstaški ratovi, verski motivisane vojne ekspedicije koje su imale za cilj da vrate Levant u hrišćanska carstva. Nakon krstaških ratova, nastale su mnoge države na istočnom Mediteranu. Međutim, to je sve bilo kratkog veka. Krstaši su imali veliki uticaj u mnogim delovima Evrope. Njihovo pljačkanje Kostantinopolja 1204. godine je dovelo do naglog pada Vizantije. Iako je kasnije ponovo uspostavljena, nikada nije vratila staru slavu. Krstaši su uspostavili trgovinske rute, koje će postati put svile, i otvorili trgovačke puteve za trgovinu Đenovi i Veneciji koje će postati velike ekonomske sile. Krstaške misije u Baltičke zemlje i pokrštavanje naroda je izvršio Tevtonski red. Ovaj red je takođe radio na ponovnom osvajanju Pirinejskog poluostrva.
Istočnom Evropom je dominiralo Mongolsko carstvo. Predvođeni Džingis-kanom, Mongoli su bili grupa stepskih nomada koji su uspostavili decentralizovano carstvo koje se, na vrhuncu svoje moći, prostiralo od Kine na Istoku do Crnog mora na zapadu. Kijevska Rusija se raspala na nekoliko malih zaraćenih država. Za vreme mongolskih osvajanja, mnoge od tih država su stupile u vazalski odnos sa Mongolima. Kad je mongolska snaga oslabila u kasnom srednjem veku, velika kneževina Moskva je postala najjača država u istočnoj Evropi i prerasla je u Rusko carstvo 1547. godine. Kasni srednji vek predstavlja period previranja u Evropi. Epidemija poznata kao „Crna smrt” i glad su izazvali demografsku katastrofu u Evropi. Dinastičke borbe i osvajački ratovi su držali mnoge države u ratu u ovom periodu. U Skandinaviji, Kalmarska unija je dominirala na političkoj sceni, dok se Engleska borila sa Škotskom i Francuskom u Stogodišnjem ratu. U srednjoj Evropi, Poljsko-Litvanska unija je postala veliko teritorijalno carstvo, a Svetim rimskim carstvo su počeli da dominiraju Habsburgovci. Rusija je nastavila proširivanje na jug i istok, osvajajući bivše mongolske države. Na Balkanu, Osmanlijsko carstvo, koje je poreklom iz Anadolije, je počelo osvajati bivši vizantijski i srpski prostor, što je kulminiralo padom Konstantinopolja 1453. godine.
Renesansno znanje se počelo prvo širiti u 14. veku u Firenci, a zatim u celoj Evropi zahvaljujući razvoju štamparstva. Renesansna znanja su osporena zahvaljujući otkriću klasičnih rimskih i grčkih tekstova koji su bili napisani na arapskom jeziku. Istovremeno, protestantska reformacija sa Martinom Lutherom je preispitivala papinu vlast. Henri VIII je preuzeo kontrolu nad engleskom crkvom i njenim posedima, a nemački i španski vladari su ratovali u mnogim verskim ratovima. Rekonkvisti iz Portugala i Španije su počeli da istražuju okean uspostavljajući direktne veze sa Afrikom, Amerikom i Azijom. Verski ratovi su se i dalje vodili u Evropi, a završeni su 1648. godine Vestfalskim mirom. Španska kruna je održavala svoju hegemoniju u Evropi i bila vodeća snaga na kontinentu do potpisivanja Pirinejskog mira, kojim je okončan sukob između Španije i Francuske koji je počeo tokom Tridesetogodišnjeg rata. Od 1610. do 1700. godine desio se niz velikih ratova i političkih revolucija širom Evrope. Mnogi Italijani su davali značajan doprinos u raznim oblastima. Luka Pačioli je uspostavio računovodstvo, a Galileo Galilej je izumeo teleskop i termometar koji su mu omogućavali da posmatra i opisuje Sunčev sistem. Leonardo Bruni je podelio istoriju na tri perioda a Alberiko Đentili je odvojio sekularizam od kanonskog prava i rimokatoličke teologije i napravio je bitne pomake u oblasti međunarodnog prava. Frančesko Redi je osnovao eksperimentalnu biologiju i dokazao da se crvi legu iz jaja muva. Marčelo Malpigi i Kamilo Golđi su istražili brojne biološke sisteme. Leonardo da Vinči je naslikao najpoznatiju sliku na svetu. Alessandro Volta je otkrio baterije, a Guljelmo Markoni je izmislio radio.
Evropske prekomorske ekspanzije su dovele do uspona kolonijalnih carstva. Kombinacija priliva sredstava iz Novog sveta i industrijska revolucija Velike Britanije, su omogućili novu ekonomiju zasnovanu na proizvodnji umesto naturalne poljoprivrede. Počevši od 1775. godine britanske kolonije u Americi su se pobunile uspostavljajući vladu. Zahvaljujući Francuskoj revoluciji podstaknute su političke promene u kontinentalnoj Evropi pod motom sloboda, jednakost, bratstvo. Naredni francuski kralj, Napoleon Bonaparta, je širio carstvo ratom i sprovodio reforme do 1815. godine.
U periodu od 1815. do 1871. godine desio se veliki broj revolucija i ratova za nezavisnost. U Francuskoj i Velikoj Britaniji se razvio socijalizam i sindikalna aktivnost. Poslednji ostaci kmetstva su ukinuti u Rusiji 1861. godine. Balkanske zemlje su započele ratove za nezavisnost od Osmanlijskog carstva. Nakon Francusko-pruskog rata, Nemačka i Italija su ujedinjene u nacionalne države, a većina evropskih država postaju ustavne monarhije. Italija proglašava Rim glavnim gradom 1870. godine i time prestaje papina temporalna moć. Izbijanje Prvog svetskog rata 1914. godine izazvalo je porast nacionalizma u jugoistočnoj Evropi zajedno sa Velikim silama. Saveznici, na čelu sa Britanijom i Francuskom, uz priključenje Italije 1915. godine i SAD-a 1917. godine, su porazili Centralne sile na čelu sa Nemačkim carstvom i Austro-Ugarskom 1918. godine. Mirovnom konferencijom u Parizu velika četvorka je nametnula niz sporazuma, a pogotovo Versajski sporazum. Ljudska i materijalna razaranja su bila daleko veća nego što je iko sanjao.
Nemačka je izgubila svoje kolonijalne posede i nekoliko pokrajina, morala je platiti veliku odštetu i ponižena je od strane pobednika. Sve evropske države su imale velike dugove prema SAD-u. To je dovelo do Velike depresije 1929. godine, koja je dovela do kolapsa. Nacistički režim Adolfa Hitlera došao je na vlast 1933. godine i ponovo je aktivirao Nemačku. Zajedno sa Musolinijevom Italijom je želio da dobije potpunu kontrolu nad kontinentom, što je dovelo do Drugog svetskog rata.
Nakon savezničke pobjede u Drugom svetskom ratu, Evropa je podeljena takozvanom gvozdenom zavesom. Centralnom i istočnom Evropom je dominirao Sovjetski savez, a zemlje u toj regiji su postale komunističke države. Ostatkom su dominirale kapitalističke zemlje sa ekonomskih i vojnim rukovodstvom SAD-a. Obe vodeće zemlje su postale supersile. Većina nekomunističkih država su se priključili američkom vojnom savezu (NATO) i formirali Evropsku ekonomsku zajednicu. Komunističke zemlje su se priključile Sovjetskom Savezu i njegovom vojnom savezu poznatom kao Varšavski pakt i ekonomski blok pod nazivom Comecon. Nekoliko malih zemalja su bile neutralne. Nemačka i Italija su ponovo postale glavne industrijske zemlje, zbog svog posleratnog ekonomskog čuda, i pridružile su se samitu G6 zajedno sa Velikom Britanijom i Francuskom. Stvorena je Evropska unija koja uključuje podelu vlasti, a oporezivanje, zdravstvo i obrazovanje je ostalo u rukama nacionalnih država, dok je EU zadužena za tržišna pravila, konkurenciju, pravne standarde i ekologiju. Politikom odbrane upravljaju nacije kroz NATO, ali Evropska unija ima ulogu u određivanju vanjske politike. Sovjetski ekonomski i politički sistem se srušio 1989. godine, što je dovelo do kraja komunizma u satelitskim zemljama 1989. godine, a zatim i raspada Sovjetskog saveza 1991. godine. Kao posledica toga, Nemačka je ujedinjena, a integracija u EU je produbljena. Kontinent je postao depolarizovan, a Evropska unija se proširila na mnoge bivše komunističke evropske države.
Evropska unija je bila pod sve većim pritiskom zbog recesije u svetu, a od 2008. godine glavna pitanja uključuju finansijsku pomoć zemljama, povećanje priliva emigranata, napetosti s Rusijom, odbijanja članstva Turskoj i različitih stavova o budućnosti EU.

## Praistorija
Iako se smatra da je život nastao na području afričkog kontinenta, daljnje vrste u čovekovoj evoluciji pojavljuju se na evropskom kontinentu. Homo erectus i Homo neanderthalensis se pojavljuju na evropskom tlu puno pre pojave Homo sapiensa, modernog čoveka. Ostaci najstarijeg Evropljanina nađeni su u gruzijskom mestu Dmanisi, a naučnici tvrde da su stari oko 1,8 miliona godina. Prva pojava anatomski modernog čoveka u Evropi datira oko 35.000 godine p. n. e. Dokazi o prvim naseljima datiraju iz 7. milenija p. n. e., a nađeni su u današnjoj Rumuniji, Srbiji, Bugarskoj i Grčkoj. Neolit je u Evropu stigao u 6. milenijumu p. n. e., s malim zakašnjenjem u delovima Severne Evrope, gde je stigao oko 5. ili 4. milenijuma p. n. e. Najstarija evropska i jedna od najstarijih svetskih civilizacija je Tripoljska civilizacija, a javlja se oko 5508, i traje sve do 2750. godine. p. n. e, a nalazila se na području triju današnjih država - Ukrajine, Rumunije i Moldavije.
U neolitu se takođe javlja još jedna značajna evropska civilizacija - civilizacija Kamuni. Ostaci te civilizacije nađeni su u Val Kamonici, Italija, a značajna je po tome što je iza sebe ostavila više od 350.000 petroglifa, što je najveće nalazište u Evropi.
Bronzano doba u praistorijskoj Evropi dodnosi mnogo promena, ali i konfuzije. Najvažniji događaj ovog perioda je dolazak srednjoazijskih naroda na tlo Evrope, za koje istoričari smatraju da su izvorni Indoevropljani, ali postoje određene teorije koje to pobijaju. Ostale pojave tokom eneolita su ekspanzija megalitizma, te prva pojava ekonomske stratifikacije, u vezi s tim, pojava prvih monarhija na Balkanu. Prve poznate pismene civilizacije na evropskom tlu su Minojska, koja se pojavila na Kritu, te Mikenska, koja se pojavila na tlu današnje Grčke u 2. milenijumu p. n. e.
Iako je obrada gvožđa Egejcima bila poznata od 110. p. n. e., u Srednju Evropu je stigla tek 800. p. n. e. Otkrićem obrade gvožđa, u Evropi počinje gvozdeno doba i razvijaju se mnoge kulture od kojih je najpoznatija ona Halštatska. Ubrzo su se, zbog svoje tehnološke nadmoći, Indoevropljani proširili i na područje Apenina i Iberije, što je dovelo i do pojave civilizacija na tim područjima.

## Antičko doba
Grci i Rimljani su toliko uticali na evropsku kulturu da je njihov uticaj vidljiv u jeziku, kulturi, pravu, politici, nauci i filozofiji. Antička Grčka bila je država sastavljena od mnogih polisa. Atina je bila najmoćnija i najrazvijenija grad-država i kolevka učenja još od doba Perikla. Tokom Periklovog doba, Atina je takođe bila najveće i najrazvijenije središte helenističkog sveta. U Atini su bile popularne i filozofske i političke debate, a među svi tim govornicima izdigla su se imena Platon, Sokrat i Aristotel, koji je ujedno bio i učitelj Aleksandar Velikog.
Kroz svoju vojnu kampanju, kralj Makedonije Aleksandar Veliki, je proširio helenističku kulturu sve do reke Ind. U međuvremenu, Rimska republika jača nakon pobede nad Kartaginom u Punskim ratovima. Grčka mudrost dolazi do rimskih institucija i apsorbira se pod zastavom Senata i naroda Rima.
Rimljani proširuju carstvo od Arabije do Britanije. Rimski diktator Julije Cezar je ubijen 44. godine p. n. e. od strane senatora u pokušaju vraćanja republike. Julija Cezara nasleđuje Oktavijan koji uzurpira vlast i počinje borbu sa rimskim senatom. On stvara Rimsko carstvo, koje će trajati više od četiri veka, sve do pada Zapadnog rimskog carstva.

## Literatura

### Pregledi
- Blum, Jerome;  . (1970). The European World. (2 vol. 2nd ed. 1970) university textbook; part 1, Middle Ages to 1815;
- Davies, Norman (1998). Europe: A History.., advanced university textbook
- Gay, Peter and R.K. Webb (1973). Modern Europe: To 1815. New York: Harper & Row. ISBN 9780060422837., university textbook
  - Gay, Peter and R.K. Webb (1972). Modern Europe: Since 1815.. (1973), university textbook
- McKay, John P.;  . (1990). A History of Western Society.. (2 vol 2010) 1300pp; university textbook
- Moncure, James A. ed. Research Guide to European Historical Biography: 1450–Present.. (4 vol 1992); 2140pp; historiographical guide to 200 major political and military leaders
- Roberts, J. M. (1997). The History of Europe.. (1997), survey
- Simms, Brendan (2013). Europe: The Struggle for Supremacy, from 1453 to the Present.., survey

### Geografija i atlasi
- Catchpole, Brian (1982). Map History of the Modern World..
- Darby, H. C., and H. Fullard, eds. The New Cambridge Modern History, Vol. 14: Atlas.. (1970)
- East, W. Gordon. (1966). An Historical Geography of Europe.. (4th ed. 1950)
- Haywood, John (1997). Atlas of world history.. online free
- Horrabin, J.F. An Atlas History Of The Second Great War.[мртва веза]. (9 vol 1941-45)
- Kinder, Hermann and Werner Hilgemann. (1978). Anchor Atlas of World History.. (2 vol. 1978); advanced analytical maps, mostly of Europe
- Pounds, Norman J. G. (1990). An Historical Geography of Europe.. (1990)
- Talbert, Richard J.A. Barrington Atlas of the Greek and Roman World for iPad. ISBN 9781400848768.. (Princeton U.P. 2014). ; 102 interactive color maps from archaic Greece to the Late Roman Empire.
- Historical Atlas Wikipedia maps; not copyright
- Atlas of Germany Wikipedia maps; not copyright

### Glavne nacije
- Black, Jeremy (1996). A history of the British Isles..
- Carr, Raymond, ed (2000). Spain: A history..
- Clark, Christopher M (2006). Iron kingdom: the rise and downfall of Prussia, 1600–1947.
- Davies, Norman (2001). The Isles: A History.., Britain and Ireland
- Duggan, Christopher (2013). A concise history of Italy..
- Fraser, Rebecca (2006). The Story of Britain: From the Romans to the Present: A Narrative History..
- Holborn, Hajo. vol 1: A History of Modern Germany: The Reformation; vol 2: A History of Modern Germany: 1648–1840; vol 3: A history of modern Germany: 1840–1945 (1959). a standard scholarly survey.
- Kamen, Henry. (1973). A concise history of Spain.. ( 1973)
- Helle, Knut, ed. The Cambridge History of Scandinavia.. (Vol. 1. 2003)
- Holmes, George, ed (2001). The Oxford illustrated history of medieval Europe..
- Holmes, George, ed (1997). The Oxford illustrated history of Italy..
- Jones, Colin (1999). The Cambridge Illustrated History of France..
- Kitchen, Martin (1996). The Cambridge Illustrated History of Germany..
- Morgan, Kenneth O., ed. The Oxford illustrated history of Britain (1984)
- Price, Roger (2014). A concise history of France..
- Riasanovsky, Nicholas V., and Mark D. Steinberg. A History of Russia (2 vol. 2010)
- Sagarra, Eda (2003). A social history of Germany..
- Tombs, Robert, (2014). The English and their History. advanced history; online review
- Wilson, Peter H (2016). Heart of Europe: A History of the Holy Roman Empire.. 942pp

### Klasično doba
- Boardman, John, et al. eds. The Oxford History of Greece and the Hellenistic World.. (2nd ed. 2002) 520pp
- Boardman, John, et al. eds. The Oxford History of the Roman World.. (2001)
- Cartledge, Paul (2002). The Cambridge Illustrated History of Ancient Greece..

### Kasno rimsko doba
- Heather, Peter. Empires and Barbarians: The Fall of Rome and the Birth of Europe (Oxford University Press; 2010); 734 pages; Examines the migrations, trade, and other phenomena that shaped a recognizable entity of Europe in the first millennium.
- Jones, A. H. M. (1964). The Later Roman Empire, 284–602: A Social, Economic, and Administrative Survey.. (2 Vol. 1964)
- Mitchell, Stephen (2006). A History of the Later Roman Empire, AD 284–641: The Transformation of the Ancient World.

### Srednji vek
- Davis, R. H. C. A History of Medieval Europe.. (2nd ed. 2000)
- Ferguson, Wallace K (1962). Europe in Transition, 1300–1520.
- Hanawalt, Barbara (1999). The Middle Ages: An Illustrated History..
- Holmes, George, ed (2001). The Oxford Illustrated History of Medieval Europe..
- Koenigsberger, H. G. (1987). Medieval Europe 400–1500.. (1987)
- Riddle, John M (2008). A history of the Middle Ages, 300–1500.

### Rano moderno doba
- Blanning, T. C. W. (2002). The Culture of Power and the Power of Culture: Old Regime Europe 1660–1789.. (2003)
- Cameron, Euan (2001). Early Modern Europe: An Oxford History..
- Friedrich, Carl J (1962). The Age of the Baroque, 1610–1660.; Despite the title, this is a wide-ranging Social, cultural, political and diplomatic history of Europe; 14-day borrowing copy
- Hesmyr, Atle (2014). Scandinavia in the Early Modern Era; From Peasant Revolts and Witch Hunts to Constitution Drafting Yeomen.
- McKay, Derek, and Hamish M. Scott. (1983). The rise of the great powers 1648–1815.. (3rd ed. 2014).
- Rice, Eugene F. (1994). The Foundations of Early Modern Europe, 1460–1559.. (2nd ed. 1994) 240pp
- Merriman, John. (2004). A History of Modern Europe: From the Renaissance to the Present.. (3rd ed. 2009, 2 vol), 1412 pp
- Scott, Hamish, ed (2015). The Oxford Handbook of Early Modern European History, 1350–1750: Volume I: Peoples and Place..
  - Scott, Hamish, ed (2015). The Oxford Handbook of Early Modern European History, 1350–1750: Volume II: Cultures and Power..
- Stoye, John. (1969). Europe Unfolding, 1648–1688.. (2nd ed. 2000).
- Treasure, Geoffrey. (1990). The Making of Modern Europe, 1648–1780.. (3rd ed. 2003), overview of each major country and inter-relations
- Wiesner, Merry E. (2013). Early Modern Europe, 1450–1789.. (Cambridge History of Europe) (2006)

### 19. vek
- Anderson, M. S. (2003). The Ascendancy of Europe: 1815–1914.. (3rd ed. 2003)
- Blanning, T. C. W. ed. (2000). The Nineteenth Century: Europe 1789–1914.. (Short Oxford History of Europe) (2000) 320pp
- Bruun, Geoffrey (1938). Europe and the French Imperium, 1799–1814 (PDF).[мртва веза] .
- Cameron, Rondo (1961). France and the Economic Development of Europe, 1800–1914: Conquests of Peace and Seeds of War., awide-ranging economic and business history.
- Evans, Richard J (2016). The Pursuit of Power: Europe 1815–1914., 934pp
- Gildea, Robert (2003). Barricades and Borders: Europe 1800–1914. (Short Oxford History of the Modern World) (3rd ed. 2003) 544 pp,
- Grab, Alexander (2003). Napoleon and the Transformation of Europe..
- Kertesz, G.A. ed (1968). Documents in the Political History of the European Continent 1815–1939.. (1968), 507pp; several hundred short documents
- Mason, David S (2011). A Concise History of Modern Europe: Liberty, Equality, Solidarity.., since 1700
- Merriman, John, and J. M. Winter, eds. Europe 1789 to 1914: Encyclopedia of the Age of Industry and Empire.. (5 vol. 2006)
- Steinberg, Jonathan (2011). Bismarck: A Life..
- Salmi, Hannu (2008). 19th Century Europe: A Cultural History..
- Taylor, A.J.P. [[The Struggle for Mastery in Europe 1848–1918]]. Сукоб URL—викивеза (помоћ)[мртва веза]. (1954) ; Advanced diplomatic history
- Thomson, David (1923). Europe Since Napoleon.. online free 524pp

### Od 1900.
- Brose, Eric Dorn (2004). A History of Europe in the Twentieth Century.. 548pp
- Buchanan, Tom. Europe's Troubled Peace: 1945 to the Present (Blackwell History of Europe) (2012)
- Cook, Bernard A. Europe Since 1945: An Encyclopedia.. (2 vol; 2001), 1465pp
- Davies, Norman (2008). Europe at War 1939–1945: No Simple Victory.
- Dear, I. C. B. and M. R. D. Foot, eds. The Oxford Companion to World War II.. (2006)
- Frank, Matthew (2017). Making Minorities History: Population Transfer in Twentieth-Century Europe. Oxford UP.. 464 pp. online review
- Grenville, J. A. S. A History of the World in the Twentieth Century.[мртва веза]. (1994).
- Hallock, Stephanie A (2012). The World in the 20th Century: A Thematic Approach..
- Jarausch, Konrad H (2015). Out of Ashes: A New History of Europe in the Twentieth Century.., 870pp.
- Judt, Tony (2006). Postwar: A History of Europe Since 1945..
- Martel, Gordon, ed (2011). A Companion to Europe, 1900–1950. 32 essays by scholars; emphasis on historiography
- Mazower, Mark (2000). Dark Continent: Europe's Twentieth Century.. 512pp
- Merriman, John, and Jay Winter, eds. Europe Since 1914: Encyclopedia of the Age War and Reconstruction.. (5 vol. 2006)
- Paxton, Robert O., and Julie Hessler. Europe in the twentieth century.. (5th edition 2011.
- Pollard, Sidney, ed (1990). Wealth and Poverty: an Economic History of the 20th Century.[мртва веза]., 260pp; global perspective
- Stearns, Peter, ed (2001). The Encyclopedia of World History..
- Stone, Dan, ed (2015). The Oxford Handbook of Postwar European History..
- Ther, Philipp (2016). Europe since 1989: A History. Princeton UP. excerpt, 440pp
- Toynbee, Arnold, ed. (1954). Survey Of International Affairs: Hitler's Europe 1939–1946.
- Weinberg, Gerhard L (2005). A World at Arms: A Global History of World War II..

### Poljoprivreda i ekonomija
- Bakels, C. C. The Western European Loess Belt: Agrarian History, 5300 BC – AD 1000.. (2009)
- Berend, Iván T. An Economic History of Twentieth-Century Europe (2013)
- Berend, Iván T. Europe Since 1980 (2010), focus on economic history
- Broadberry, Stephen, and Kevin H. O'Rourke, eds. The Cambridge Economic History of Modern Europe (2 vol 2010), 1700 to present
- Dovring, Folke, ed (1965). Land and labor in Europe in the twentieth century: a comparative survey of recent agrarian history. 511 pp
- Gras, Norman (1925). A history of agriculture in Europe and America.. free online edition
- Milward, Alan S. and S. B. Saul. The Development of the Economies of Continental Europe: 1850–1914.. (1977)
- Murray, Jacqueline (1970). The First European Agriculture..
- Pollard, Sidney, ed (1990). Wealth and Poverty: an Economic History of the 20th Century.[мртва веза]., 260pp; global perspective
- Pounds, N.J.G. (1974). An Economic History of Medieval Europe.. (1994)
- Slicher van Bath, B. H. The agrarian history of Western Europe, AD 500–1850 (1966)
- Thorp, William Long (1926). Business Annals: United States, England, France, Germany, Austria, Russia, Sweden, Netherlands, Italy, Argentina, Brazil, Canada, South Africa, Australia, India, Japan, China.. capsule summary of conditions in each country for each quarter-year 1790–1925

### Diplomatija
- Albrecht-Carrié, René. A Diplomatic History of Europe Since the Congress of Vienna (1958), 736pp, basic introduction 1815–1955
- Black, Jeremy (2011). A History of Diplomacy..
- Black, Jeremy (2002). European International Relations, 1648–1815.
- Kertesz, G.A. ed (1968). Documents in the Political History of the European Continent 1815–1939.. (1968), 507pp; several hundred short documents
- Langer, William. (1962). An Encyclopedia of World History.. (5th ed. 1973), very detailed outline
- Macmillan, Margaret (2013). The War That Ended Peace: The Road to 1914.. cover 1890s to 1914
- Mowat, R. B (1928). History of European Diplomacy, 1451–1789. 324 pages
- Petrie, Charles (1949). Earlier diplomatic history, 1492–1713., covers all of Europe; online
- Petrie, Charles (1946). Diplomatic History, 1713–1933.[мртва веза], broad summary  also
- Schroeder, Paul (1994). The Transformation of European Politics 1763–1848. ; advanced diplomatic history
- Steiner, Zara (2007). The Lights that Failed: European International History 1919–1933.
- Steiner, Zara (2011). The Triumph of the Dark: European International History 1933–1939.
- Taylor, A. J. P (1954). The struggle for mastery in Europe, 1848–1918.. (1954)

### Carstva i interakcije
- Bayly, C. A. ed. (1989). Atlas of the British Empire.. (1989). survey by scholars; heavily illustrated
- Brendon, Piers (2008). The Decline and Fall of the British Empire, 1781–1997., wide-ranging survey
- Darwin, John (2008). After Tamerlane: The Rise and Fall of Global Empires, 1400–2000..
- James, Lawrence (1997). The Rise and Fall of the British Empire..
- Tolan, John et al. eds (2013). Europe and the Islamic World: A History.

### Ideje i nauka
- Heilbron, John L., ed. The Oxford Companion to the History of Modern Science.. (2003)
- Outhwaite, William (2003). The Blackwell Dictionary of Modern Social Thought..
- Wiener, Philip P. Dictionary of the History of Ideas.. (5 vol 1973)

### Religija
- Latourette, Kenneth Scott. (1970). Christianity in a Revolutionary Age: A History of Christianity in the Nineteenth and Twentieth Centuries.. (1958–69) vol 1, 2, and 4 for detailed country-by-country coverage
- MacCulloch, Diarmaid (2011). Christianity: The First Three Thousand Years..

### Društvo
- Stearns, Peter N., ed. Encyclopedia of European Social History.. (6 vol 2000), 3000 pp
- Tipton, F. and R. Aldrich. (1987). An Economic and Social History of Europe, 1890–1939.. (1987); An Economic and Social History of Europe, 1939 to the Present (1987)

### Ratovanje
- Archer, Christon I.; John R. Ferris, Holger H. Herwig. World History of Warfare (2002)
- The Cambridge History of the First World War (3 vol 2014) online Архивирано на веб-сајту  (20. август 2016)
- The Cambridge History of the Second World War (3 vol 2015) online Архивирано на веб-сајту  (20. август 2016)
- Dear, I. C. B.; Foot, M. R. D., ур. (2001) [1995]. The Oxford Companion to World War II. Oxford: Oxford University Press. ISBN 978-0-19-860446-4.
- Dupuy, R. Ernest, (1993). The Harper Encyclopedia of Military History: From 3500 BC to the Present.. (1993)
- Goldsworthy, Adrian, and John Keegan (2000). Roman Warfare..
- Horne, John, ed (2012). A Companion to World War I..
- Keegan, John (1994). A History of Warfare..
- Kennedy, Paul (1989). The Rise and Fall of the Great Powers..
- Paret, Peter, ed (1986). Makers of Modern Strategy.., ideas of warfare
- Rapport, Mike (2013). The Napoleonic Wars: A Very Short Introduction..
- Sheehan, James J (2008). Where Have All the Soldiers Gone? The Transformation of Modern Europe..
- Weinberg, Gerhard L. (2005). A World at Arms: A Global History of World War II (2nd изд.).; comprehensive overview with emphasis on diplomacy
- Zeiler, Thomas W. and Daniel M. DuBois, eds. A Companion to World War II.. (2 vol 2013), 1030pp; comprehensive overview by scholars

### Žene i pol
- Anderson, Bonnie S. and Judith P. Zinsser. A History of Their Own: Women in Europe from Prehistory to the Present.. (2nd ed 2000)
- Bridenthal, Renate, et al. eds. Becoming Visible: Women in European History.. (3rd ed. 1997), 608pp; essays by scholars
- Frey, Linda, Marsha Frey, Joanne Schneider (1982). Women in Western European History: A Select Chronological, Geographical, and Topical Bibliography..
- Hufton, Olwen (1996). The Prospect Before Her: A History of Women in Western Europe, 1500–1800.
- Herzog, Dagmar (2011). Sexuality in Europe: A Twentieth-Century History..
- Karen Offen (2010). „Surveying European Women's History since the Millenium: A Comparative Review”. Journal of Women's History. 22: 154—177. S2CID 145632281. doi:10.1353/jowh.0.0131.

## Spoljašnje veze
- Медији везани за чланак Istorija Evrope на Викимедијиној остави
- Медији везани за чланак Atlas of European history на Викимедијиној остави
- New York Public Library. „History of Europe”. Research Guides. USA.